# Airbus UK Broughton Football Club
L'Airbus UK Broughton Football Club (conosciuta anche come Airbus UK) è una società calcistica gallese con sede nella città di Broughton (Flintshire), a breve distanza dalla città inglese di Chester. Milita nella Cymru North, uno dei due campionati che costituiscono la seconda divisione gallese.
Si tratta della squadra aziendale del celebre costruttore di aeromobili Airbus (o meglio della sua divisione britannica Airbus UK) ed a partire dal 1946, anno della fondazione, ha cambiato spesso denominazione, al succedersi proprietari dell'azienda; tra i vari nomi si segnalano Vickers-Armstrong (nome originale), de Havillands, Hawker Siddeley, British Aerospace, BAE Systems.
Ha disputato la prima stagione nella massima serie nel 2004. Non riuscendo a rispettare i parametri richiesti dalla federazione per il suo stadio The Airfield, la squadra ha giocato per la sua prima stagione in Premier League sul campo del Conwy United.

## Palmarès

### Competizioni nazionali
- Cymru Alliance: 2

2003-2004, 2018-2019
- Cymru North: 1

2021-2022

### Altri piazzamenti
- Welsh Premier League:

Secondo posto: 2012-2013, 2013-2014
Terzo posto: 2014-2015
- Coppa del Galles:

Semifinalista: 2011-2012, 2014-2015
- Welsh League Cup:

Semifinalista: 2005-2006, 2012-2013, 2013-2014

## Statistiche e record

### Statistiche nelle competizioni UEFA
Tabella aggiornata alla fine della stagione 2018-2019.
| Competizione                  | Partecipazioni | G | V | N | P | RF | RS |
| ----------------------------- | -------------- | - | - | - | - | -- | -- |
| Coppa UEFA/UEFA Europa League | 3              | 6 | 0 | 4 | 2 | 6  | 9  |